# 187 (число)
187 (Сто вісімдеся́т сім) — натуральне число між  186 та  188.
- 187 день в році — 6 липня (у високосний рік 5 липня).

## У математиці
- 187 — складене число.
- 187 розкладається за розрядами як 187 = 1*102+8*101+7*100
- 187 — є непарним тризначним числом.
- Сума трьох  простих чисел поспіль {\displaystyle (59+61+67=187).}
- Сума цифр цього числа — 16
- Добуток цифр цього числа — 56
- Квадрат числа 187 — 34 969

## В інших галузях
- 187 рік.
- 187 до н. е.
- 187 (фільм)
- NGC 187 — спіральна галактика (Sc) в сузір'ї Кит.
- 187 Ride or Die — комп'ютерна гра для ігрових приставок PlayStation 2 і Xbox, розроблена й опублікована компанією Ubisoft.
- 187 — це розділ кримінального кодексу штату Каліфорнія, що визначає вбивство. Набуло загального вживання серед банд у Сполучених Штатах як синонім для вбивства, і це використання було популяризоване гангста-репом.